# Хамза Мендил
Хамза Мендил (арап. حمزه مندیل‎‎; фр. Hamza Mendyl; Казабланка, 21. октобар 1997) професионални је марокански фудбалер који примарно игра у одбрани на позицији левог бека.

## Клупска каријера
Мендил је фудбалом почео да се бави као дечак, тренирајући у фудбалској академији Мохамеда VI у Казабланци, у којој је провео шест година. Године 2016. одлази у Француску и прикључује се омладинском тиму Лила где је убрзо прекомандован у резервни састав за који је током сезоне 2016/17. одиграо 26 утакмица и постигао један погодак. 
Сезону 2017/18. почиње на клупи првог тима, а прву званичну утакмицу одиграо је 18. фебруара 2017, био је то првенствени дуел против екипе Кана. Током дебитантске професионалне сезоне одиграо је 12 утакмица за екипу Лила која је такмичење у првој лиги окончала на 17. месту на табели. 

## Репрезентативна каријера
Пре дебија у дресу сениорске репрезентације Марока, Мендил је одиграо и неколико утакмица за млађе репрезентативне селекције своје земље.
Деби у сениорском тиму имао је на квалификационој утакмици за Куп афричких нација 2017. против Сао Томеа и Принсипеа играној 14. септембра 2016. године. Наредне године наступио је и на Купу афричких нација у Габону, где је одиграо све 4 утакмице, а селекција Марока испала је у четвртфиналу од Египта. 
Селектор Ерве Ренар уврстио га је на списак репрезентативаца за Светско првенство 2018. у Русији, где ипак није одиграо ни један минут на три такмичарске утакмице Марока у групи Б. 